# Mount Coolangatta
Mount Coolangatta är ett berg i Australien. Det ligger i regionen Shoalhaven och delstaten New South Wales, i den sydöstra delen av landet, omkring 120 kilometer sydväst om delstatshuvudstaden Sydney. Toppen på Mount Coolangatta är 290 meter över havet, eller 287 meter över den omgivande terrängen. Bredden vid basen är 6,4 km.
Närmaste större samhälle är Nowra, omkring 11 kilometer sydväst om Mount Coolangatta. 
Trakten runt Mount Coolangatta består till största delen av jordbruksmark. Genomsnittlig årsnederbörd är 1 352 millimeter. Den regnigaste månaden är februari, med i genomsnitt 211 mm nederbörd, och den torraste är juli, med 36 mm nederbörd.